# Parachelifer hubbardi
Parachelifer hubbardi är en spindeldjursart som först beskrevs av Banks 1901.  Parachelifer hubbardi ingår i släktet Parachelifer och familjen tvåögonklokrypare. Inga underarter finns listade i Catalogue of Life.